# Eupithecia albiplaga
Eupithecia albiplaga là một loài bướm đêm trong họ Geometridae.